# Aéroport de Yevlakh
L'aéroport de Yevlakh est un aéroport situé en Azerbaïdjan.